# 多田省吾
多田 省吾（ただ しょうご、1931年（昭和6年）2月18日 - 2010年（平成22年）9月4日）は、日本の政治家。山形県山形市出身。東北大学工学部化学工学科卒業。参議院議員（4期）。

## 経歴
1931年2月18日、山形県山形市に生まれる。
1953年、東北大学工学部化学工学科を卒業し、聖教新聞社に勤める。
1965年7月4日、第7回参議院議員通常選挙に、全国区から、公明党公認で立候補し、初当選（以降4回）する。
1970年代に、公明党副委員長に就任し、15年以上に渡り務める。公明党参議院議員団長の二宮文造の後任として、公明党参議院議員団長に就任する。日中国交正常化交渉の際、第2次、第3次訪中団に参加する。
1989年、第15回参議院議員通常選挙に立候補せず、政界を引退。任期満了直前の国会で永年在職表彰を贈られる。
政界引退後は、第三文明社代表取締役を歴任する。元公明党副委員長の大久保直彦と共に、「公明党をサポートする会」を結成し、代表を務める。
2010年9月4日、脳梗塞のため死去。79歳没。

## 人物
- 雑誌『月刊ペン』が、妻で元衆議院議員の多田時子を、「池田大作の愛人で多田にとっては「拝領妻」」と報じたことに対して、月刊ペン編集長の隈部大蔵を名誉毀損で訴えた。

- 1998年、公明党中央執行委員長の竹入義勝が朝日新聞に55年体制の回顧録を連載したことに対して、竹入の委員長在任当時副委員長を務めていた公明党元国会議員を結集、抗議を行った。後にこの時の参加メンバーを結束して「公明党をサポートする会」を結成し代表となる。メンバーには大久保の他、長田武士、黒柳明、二宮文造、伏木和雄、三木忠雄、渡部一郎らがいる。

## 親族
- 妻 多田時子（元衆議院議員）

## 役職歴
- 公明党
  - 中央執行委員会副委員長
  - 参議院議員団長
- 公明党をサポートする会
  - 代表
- 第三文明社
  - 代表取締役社長